# 测距仪

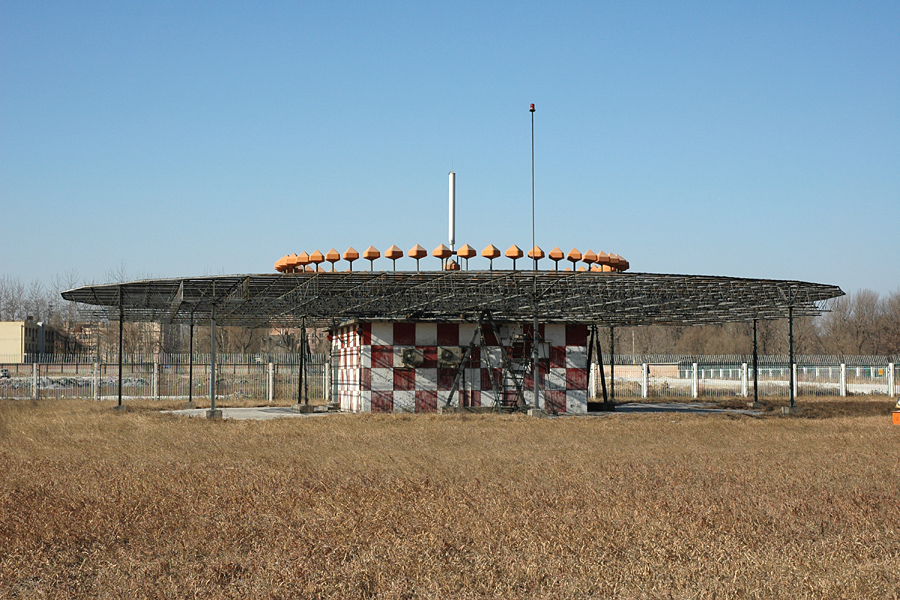
一个安装有测距仪的多普勒甚高频全向信标台

测距仪（英語：Distance Measuring Equipment，简称DME）是一种通过无线电测量飞行器到导航台距离的装置。DME工作在超高频段，分机载设备和地面设备两部分。基本工作原理是：机载设备发射一个脉冲信号，地面设备接收到该信号后返回给机载设备一个应答信号。机载设备根据发射信号和接收到应答信号的时间差，就可以结合无线电波的速度算出飞行器与地面台站的距离。
应当注意的是，机载设备计算并显示出距离是飞行器与地面台站的斜边距离，通过简单的三角函数即可知道，飞行器在地面的投影与台站的距离是略小于这个斜边距离的。飞行器高度越高，距离台站越近，斜距误差也就越大。通常在十几海里以外误差可以忽略。
当DME地面设备和甚高频全向信标或者仪表着陆系统同时安装时，分别称做VOR-DME和ILS-DME。